# Serafin (wieś)
Serafin – wieś kurpiowska w Polsce położona w województwie mazowieckim, w powiecie ostrołęckim, w gminie Łyse.
Administracyjnie wieś jest sołectwem.

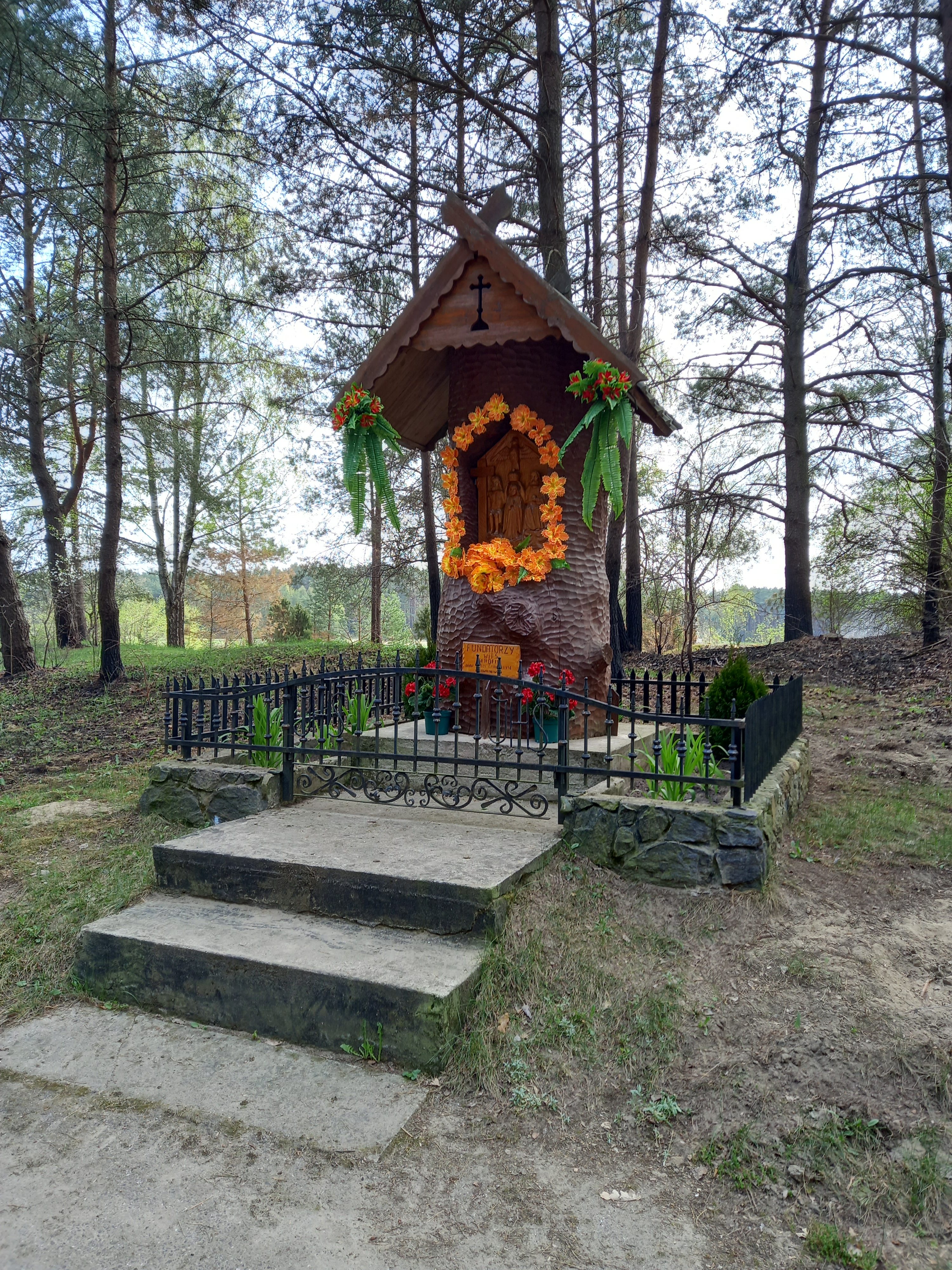
Kapliczka we wsi

## Położenie
Rozproszone zabudowania Serafina leżą na Równinie Kurpiowskiej, na obrzeżach Puszczy Zielonej, w pobliżu drogi wojewódzkiej nr 645.

## Środowisko naturalne
Z miejscowością sąsiadują rozległe tereny leśne Puszczy Zielonej. Okolica jest silnie zmeliorowana (kanał Krusza-Serafin), co doprowadziło m.in. do wyschnięcia jeziora Serafin. Obecnie obszar dawnego jeziora stanowi Rezerwat przyrody Torfowisko Serafin. Dodatkowo wyznaczono również obszar Natura 2000 PLH140057 Torfowisko Serafin.

## Historia
Według legendy to w Serafinie urodził się żeglarz Jan z Kolna.
W 1802 we wsi istniała karczma i mieszkało m.in. 23 rolników i 6 chałupników. W 1819 było już 23 rolników i 18 chałupników, razem 237 mieszkańców.
Dziesięcinę uiszczano do seminarium w Pułtusku. W 1827 w Serafinie były 42 domostwa z 245 mieszkańcami.
W Serafinie urodził się Alfred Ostroróg (1894–1937), urzędnik, oficer rezerwy Wojska Polskiego, kawaler Orderu Virtuti Militari.
W latach 1921–1939 wieś leżała w województwie białostockim, w powiecie kolneńskim (od 1932 w powiecie ostrołęckim), w gminie Turośl.
Według Powszechnego Spisu Ludności z 1921 roku wieś zamieszkiwało 401 osoby w 79 budynkach mieszkalnych. Miejscowość należała do parafii rzymskokatolickiej w m. Łyse. Podlegała pod Sąd Grodzki w Kolnie i Okręgowy w Łomży; właściwy urząd pocztowy mieścił się w m. Łyse.
W wyniku agresji Niemiec we wrześniu 1939, miejscowość znalazła się pod okupacją i do stycznia 1945 była przyłączona do III Rzeszy i znalazła się w strukturach Landkreis Scharfenwiese (ostrołęcki) w rejencji ciechanowskiej (Regierungsbezirk Zichenau) Prus Wschodnich.
W latach 1975–1998 miejscowość administracyjnie należała do województwa ostrołęckiego.
W 2018 roku Serafin liczył 344 mieszkańców, zaś w 2021 – 310

## Religia
Wierni kościoła rzymskokatolickiego należą do parafii Chrystusa Króla Wszechświata w Łysych.

## Turystyka
Nieopodal przebiega turystyczna ścieżka rowerowa Jezioro Krusko.